# Bagan Asahan
Bagan Asahan is een bestuurslaag in het regentschap Asahan van de provincie Noord-Sumatra, Indonesië. Bagan Asahan telt 6893 inwoners (volkstelling 2010).